# Latil

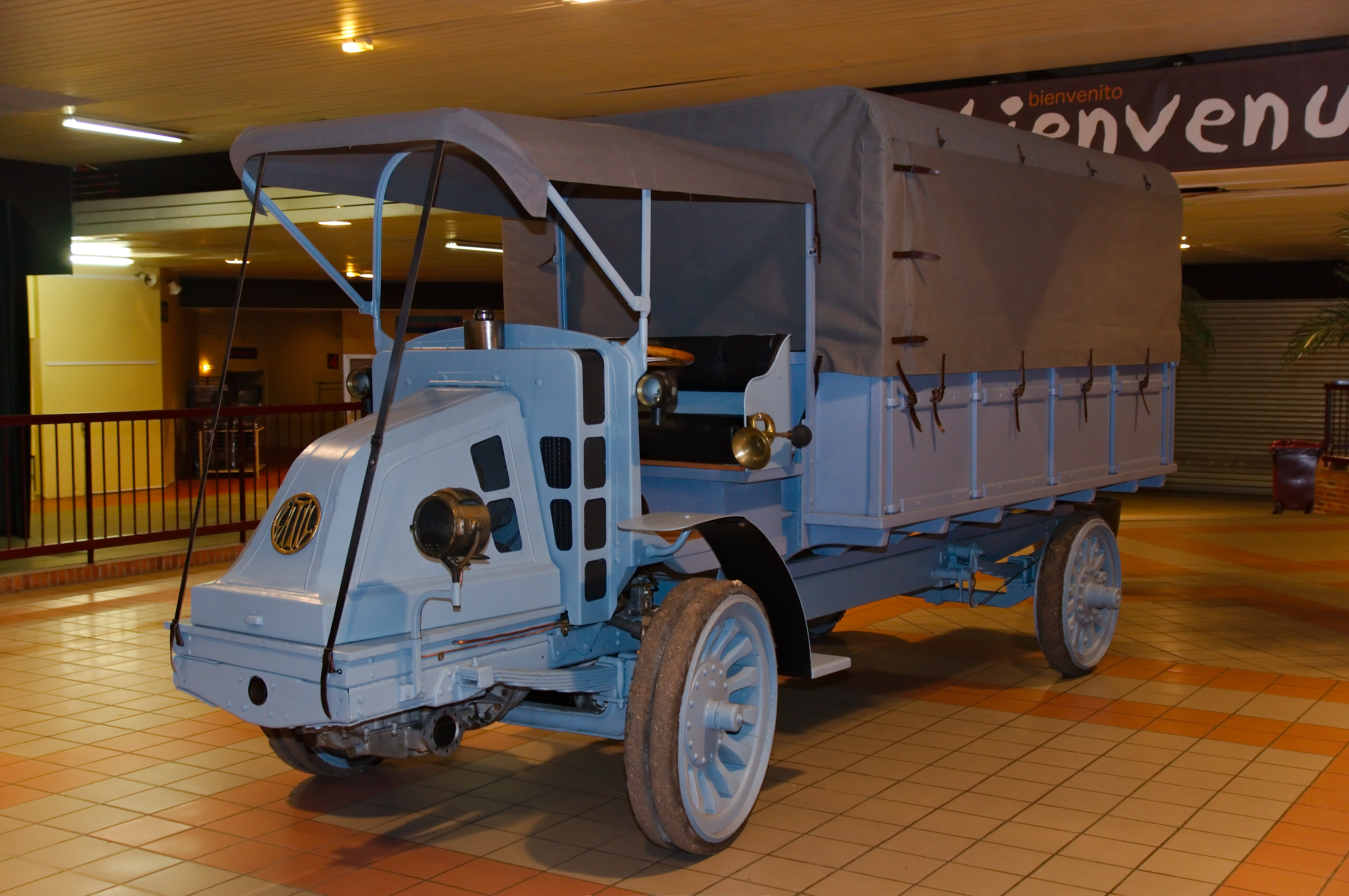
Грузовик Latil, произведенный до Первой мировой войны

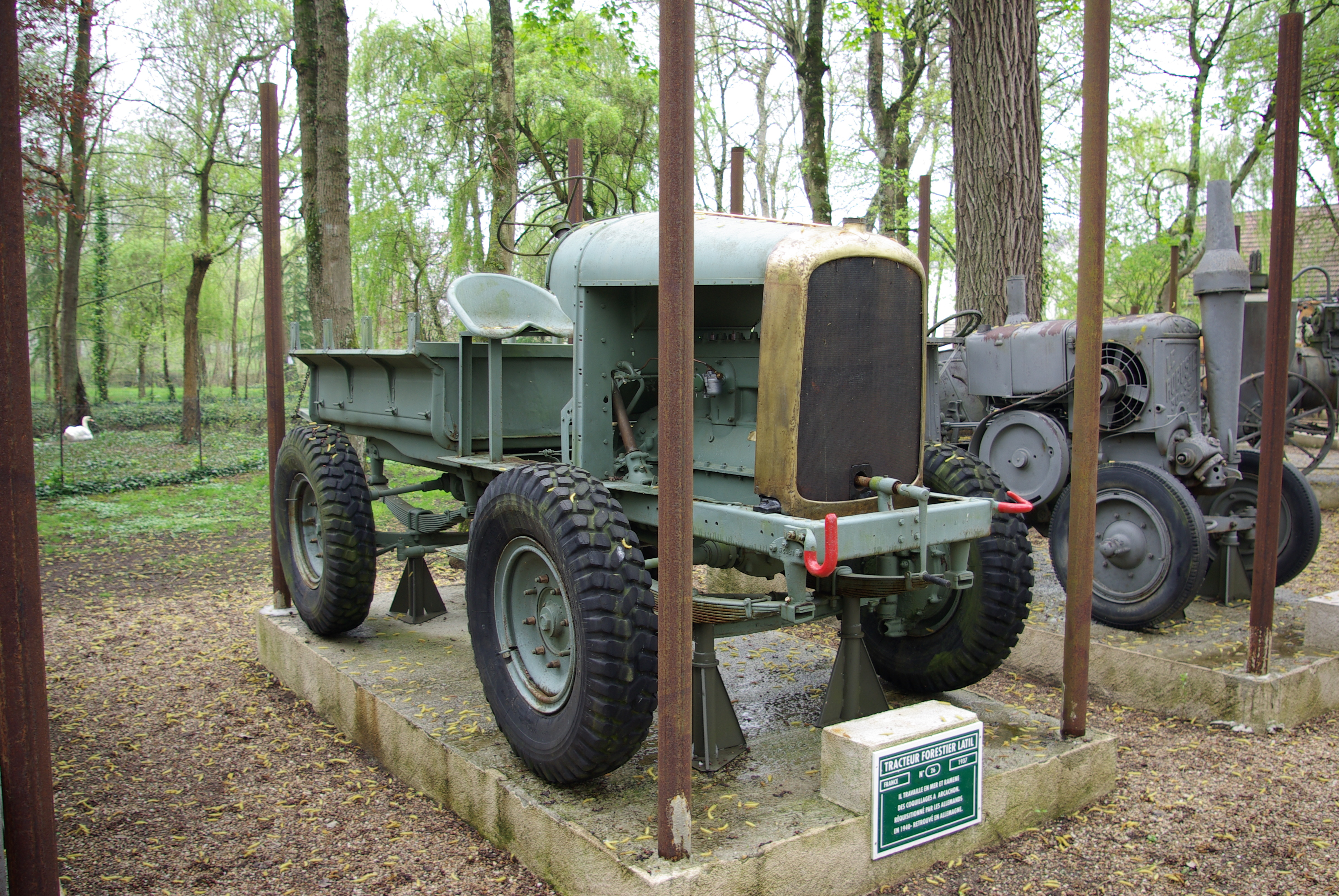
Трактор Latil для лесохозяйственных работ, 1937

Latil — ныне не существующая французская машиностроительная компания, созданная в 1897 году, занимавшаяся проектированием и выпуском различных транспортных средств: грузовых автомобилей, тягачей, автобусов, сельскохозяйственной спецтехники.

## История компании
В 1897 году марсельский инженер Фредерик Огюст Жозеф Жорж Латиль (1878-1961) патентует под названием «L'Avant-Train Latil» принцип передачи, позволяющей приводить в движение как ведущие колёса, транспортных средств, так и передние, управляемые. На протяжении следующего года он занимается конструированием автомобилей и их узлов для компании Шарля Блюма, в частности, разработкой переднего привода для грузовика Блюм-Латиль.
В том же 1898 году Латиль вместе с механиком Алоисом Корном открывают в Марселе фирму «Korn et Latil», разрабатывавшую привод для двигателей, которые можно было бы устанавливать на гужевых повозках, заменив таким образом конную тягу механической.
В 1903, развивая достигнутый коммерческий успех, фирма переезжает в Леваллуа-Перре и меняет название на «Avant-train Latil», основная её продукция — моторные передки. Пятью годами позже, в 1908, к ней присоединяется в качестве управляющего Шарль Блюм. Переименованная в «Compagnie Française de Mécanique et d'Automobile - Avant-Train Latil», она начинает выпуск грузовиков-трёхтонок.

### Latil TAR
В 1911 году Латиль спроектировал и построил первую полноприводную машину. Её способность буксировать тяжелую артиллерию на слабых грунтах заинтересовала военных и с 1913 года тягач, получивший название «TAR» (Tracteur d'Artillerie Roulante) поставлялся французской армии. Свою выгоду получали и гражданские покупатели этой техники: военное министерство компенсировало им 30% её стоимости в случае мобилизации.
В 1912 году Шарль Блюм создал отдельную компанию «Compagnie generale d'entreprises automobiles» (CGEA) для дальнейших работ по моторизации гужевого транспорта с использованием привода Avant-Train.

### Первая мировая война
Жорж Латиль, в свою очередь, продолжает работы с полноприводными колёсными тягачами и в 1914 году вновь реорганизует свою компанию в Сюрене. Теперь она называется «Compagnie des automobiles industrielles Latil». В 1915 году её ассортимент включает технику с полезной нагрузкой от 1,5 до 10 тонн. В 1919 году фирма также предлагает машины для коммунальных служб.

### Межвоенный период
В 1924 году компания разработала новый трактор для сельского хозяйства, лесного хозяйства и общественных работ. Кроме того, начиная с 1929 года пневматические шины устанавливаются на всю выпускаемую технику.
22 ноября 1928 года компания преобразовывается в акционерное общество, именуемое «Automobiles industriels Latil». Его акции котируются на Парижской фондовой бирже.
С 1930 года Latil занимается лицензионным выпуском дизельных двигателей Гарднера. 6 марта 1930 Жорж Латиль награждён орденом Почётного легиона.

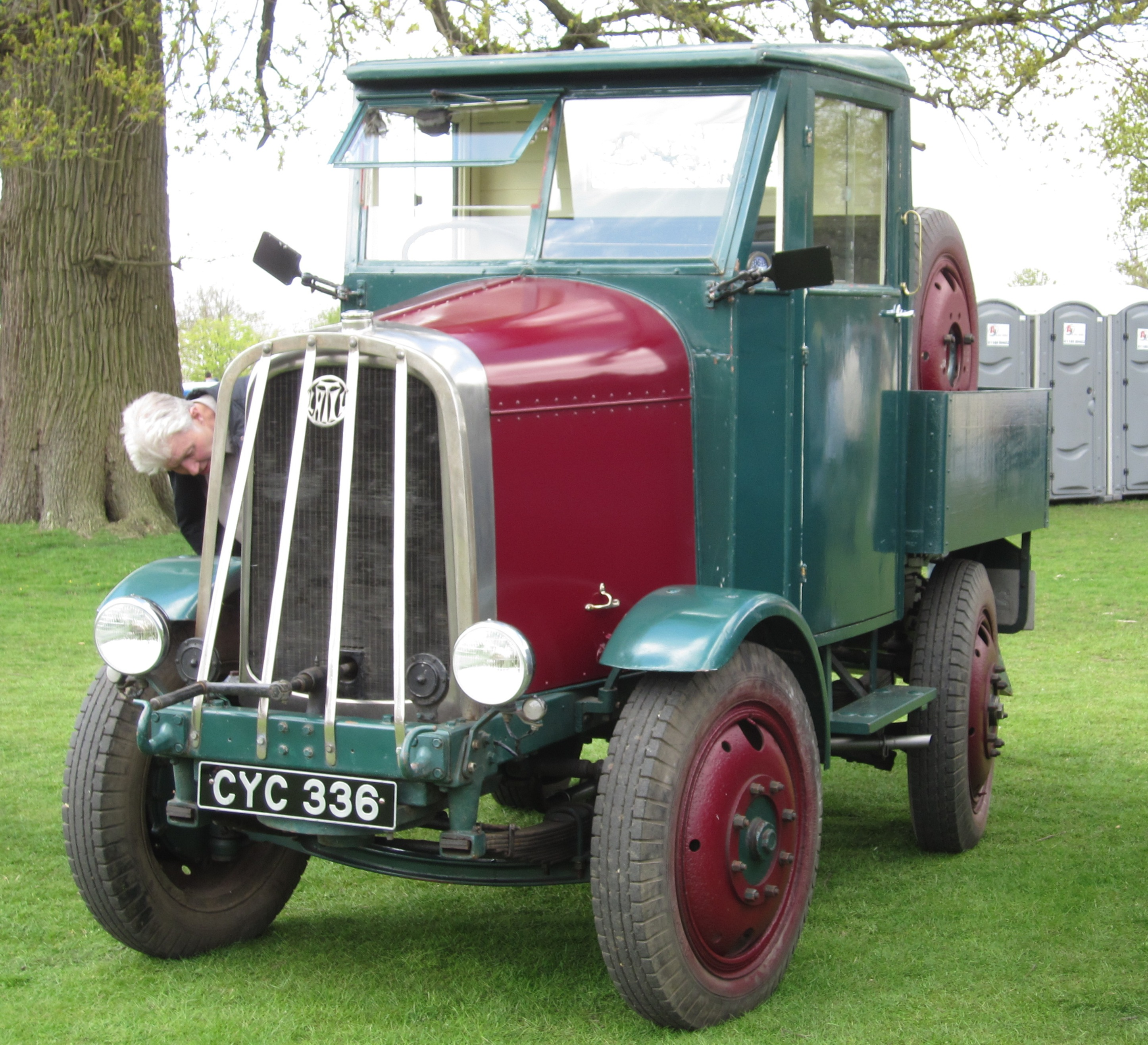
Latil 4X4 (1937) в Англии

С 1932 по 1937 год, грузовики Latil под маркой Traulier производились по лицензии в Великобритании компанией «Shelvoke et Drewry».
Два грузовика Latil PB использовались вместе с самолётом SPCA в исследовательской миссии капитана Вотье (Wauthier) в Сахаре (январь — февраль 1933 года).
В 1936 году представлена новая модель B3 A1 M2, с 4-цилиндровым бензиновым двигателем и грузоподъёмностью в 4,5 тонны. На её базе собирались также автобусы и лёгкие грузовики. В том же году в Брюсселе построен завод для выпуска артиллерийских тягачей M2 TL6.
В 1939 году Жорж Латиль передаёт свою компанию Шарлю Блюму.

### Вторая мировая война

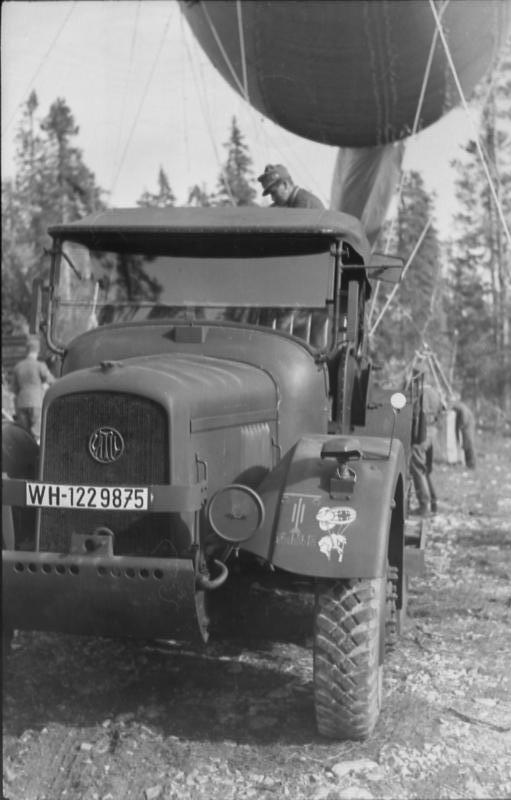
Принадлежащий Вермахту Latil M2TL6 в Норвегии, 1941 год

В 1939-40х годах большое количество машин и спецтехники Latil находится во французской армии, откуда после капитуляции они попадают на службу Вермахту. Кроме того, некоторые её образцы продолжают производиться для германской армии и во время оккупации.

### Послевоенные годы
Восстановившись от последствий войны, уже в 1946 году фирма представила на парижском автосалоне четыре новые машины, на трёх из которых (грузовик с 6 тонн предельной массы, седельный тягач и сельско/лесо-хозяйственной трактор) устанавливались единые 4-цилиндровый дизель (80 л.с), 5-скоростная КПП и пневматические тормоза. Четвёртой моделью был грузовик с 6-цилиндровым дизельным двигателем, поднимающий до 15 тонн полезного груза.
С 1948 года выпускается новый трёхосный грузовик с бескапотной кабиной, H2F A1 Y10 (8,3-литровый 120-сильный 6-цилиндровый дизель, 8-скоростная КПП, 26 тонн полезной нагрузки в конфигурации 6x2). В 1954 году выходит модель H16 A1 B8 A (6-цилиндровый 150-л.с. дизель с непосредственным впрыском 10-скоростная КПП, пневматические тормоза, 10 тонн нагрузки, 4х2, два варианта колёсной базы: 3,5 и 5 метров).

### Saviem LRS
В 1955 году, с одобрения правительства, происходит объединение мощностей Renault, занятых производством грузовиков и автобусов с фирмами Latil и Somua в новую компанию Saviem LRS; семейства Блюм и Шнейдер, владевшие этими фирмами, получили свою долю в новой компании, а контрольный пакет остался у Рено. Первым генеральным директором новой компании становится Пьер Лемэгр, ранее занимавший пост генерального директора Latil.
Выпуск некоторых моделей Латиля продолжается под марками Latil-LRS и Saviem.
В 1963 году компании «Крёзо-Луар» и Шнейдер выкупают права на модельный ряд сельскохозяйственных и лесных тягачей Latil (серии TL) и объединяются для выпуска этих машин в компанию «Societe Latil Batignolles». Эта компания также производит вилочный погрузчик названный Armax (Армакс).
В 1974 году возглавляемая Марселем Бримоном компания «Brimont SA», в свою очередь выкупает "Латиль-Батиньоль" у её владельцев и, спустя месяц, начинает производство на заводе в Реймс-Прюне.
В 1993 году компания Brimont (успевшая уже побывать собственностью Bergerat-Monnoyeur, PPM (Potain, Poclain Manutention) и Legris Industries), прекращает выпуск полноприводных тягачей. По состоянию на 2009-й год она входит в группу Arden Vérins и производит сельскохозяйственную технику.

### Модельный ряд

#### Послевоенная система индексов
Выпущенная после Второй мировой войны техника имела цифробуквенное обозначение, указывавшее, в том числе, на: тип двигателя, тип кабины, класс полезной нагрузки и размер колёсной базы. К индексам лёгкие тягачей добавлялись литеры "TL", к индексам шасси для самосвалов и лесовозов — "TR".

#### Ранние легковые и грузовые автомобили
| - E (1898—1899) - TA (1899—1901) | - (1 500 kg) (1902—1911) - (3 000 kg) (1902—1911) | - (5 000 kg) (1902—1911) |

#### Лёгкие грузовики
| - B (1923—1930) - B2 (1925—1928) - PB (1931—1933) | - PB2 (1931—1935) - M1B (1934—1939) - M1B1 (1934—1937) | - M2B1 (1935—1940) - H4B1 (1936—1939) - M3GB1 (1938—1942) |

#### Колёсные тягачи, в том числе, артиллерийские
| - T1 (1911—1915) - T2 (1911—1915) - TH (1913—1916) - U (1913—191?) | - TP (1913—1921) - NTP (1924—1933) - TAR (1913—1922) - TAR4 (1928—1930) | - TAR5 (1931—1933) - TARH (1932—1939) - FTARH (1937—1943) |

#### Сельскохозяйственная техника
| - Tourand-Latil (1920—1921) | - MAN-Latil (1938—1944) | - MAP-Latil (1945—1948) |

#### Тягачи, грузовые автомобили и иные машины военного назначения
| - БА AM Latil Mle 1920 - N (1931) - грузовой FSPB3D (1932—1939) - грузовой FB6 (1933—1940) - БА LATIL AMD (1934—1935) | - TL6 (1935—1940) - M2TZ (1935/39—1943) - грузовой M2B3D (1935—1940) - пожарный V3U6 (19371938) - буксировщик аэростатов M1BR (1938—1942) | - M7T1 (1939—1949) - M7Z1 (1939—1940) - M4TX (1939—1939) - грузовой FSPB4 (1940—1942) |

#### Грузовики
| - VL, VL1, VL2, VL3 (1919—1924) - NP3 (1925—1930) - B5 (1927—1936) - GPB2 (1931—1935) - GPB3 (1931—1937) - колёсная база SPB3 (1931—1935) - заниженная колёсная база SPB3S (1931—1934) - автопоезд SPB3T (1931—1934) - FY10 и LY10 (1932—1934) - PB10 (1932—1933) - автобус V3AB3 (1933—1938) - H1B6 (1934—1936) - H2B8 Court (1934—1943) - H2B8 Long (1934—1943) | - H2Y10 (1934—1943) - M2B3 (1935—1942) - M2B4 (19351942) - тягач M2TZ (1935-1942) - H1A1B6 (1936-1940) - колёсная база H4B3 (1936-1942) - автобус H1AB3 (1937-1939) - H2A1Y10 (1937-1948) - H2A1B8 (1938-1948) - автобус и грузовой H1A1B4 (1939-1948) - автопоезд H1A1B4T (1939-1948) - H14A1B5 (1948-1954) - H14A1B4 (1949-1954) - H16A1B4 (1950-1954) | - H2NB9 (1953-1954) - H2NA1B9 (1953-1955) - H14A1B3 (1953-1956) - H14A1B5D (1953-1956) - H16A1B8A (1954-1956) - H14A1B3S (1956-1959) - H14A1B6 (1956-1959) - TR, TRP и TRPZ (LRS-SAVIEM) - H14A1TL10 (1951-1955) - H14A1TL10P (1956-1959) - H16A1TLRP (1956-1959) - H16A1TZ и M16A1TZ (1956-1959) - VPL2, VPL3, VPL4, VPL5 (1967—1973) |

#### Прицепы
| - BL - RB2 | - RL2 - R4 | - R4X |

#### Тягачи типа TL
| - TL (1924—1929) - JTL (1928—1936) - tracteur routier JTL (1928—1936) - KTL (1929—1938) - KTL routier (1929—1938) | - M2TL6 (1935-1940), H4TL6 (1937—1940) и M3GTL6 (1936—1940) - TL7 (1939—1942) - H4TL9 (1945—1948) - H14TL10 и M14TL10 (1948—1957) - H14TL12R (1955—1961) | - TL21, TL22 и TL23 (1961—1969) - TL31, TL32, TL33, TL37 и TL38 (1968—1974) - TL73 (1974—1980) - TL80, разл. назначения (Brimont, 1980—1993) |

#### Тракторы для лесохозяйственных работ
| - T4T (1967- 1978) - T10 (1973-1974) | - TM325 (Brimont, 1977—1979) - TM416 (Brimont, 1977—1982) | - T4P (Brimont, 1977—1978) |

## Техника Latil в массовой культуре
Машины Latil с середины 1930-х годов фигурируют в десятках кинофильмах различных жанров.

## Техника Latil в сувенирной и игровой индустрии
Известны модели, выпускаемые следующими фирмами:
- IXO/Altaya 1:43 Latil H14a и H16A
- Blitz #35FS 1003 - Latil M7Z1 - 1:35	(2009)
- ADV/Azimut-Modell #35044 - Latil M7T1 - 1:35